# Eilidh Fisher
Eilidh Fisher ist eine britische Schauspielerin.

## Leben und Karriere
Fisher stammt von der schottischen Insel Stronsay in den Orkney-Inseln, wo ihre Mutter als Ärztin tätig war. Ihr Vater, ebenfalls Arzt, lebt in Yorkshire. Sie besuchte die Kirkwall Grammar School und setzte ihre Ausbildung an der American Academy of Dramatic Arts fort.
Ihr Debüt gab sie 2019 in einer Folge in Call the Midwife – Ruf des Lebens. Anschließend war sie 2020 in The English Game zu sehen. 2023 trat sie in dem Film Consecration auf. Außerdem bekam sie 2024 eine Rolle in The Outrun. 2025 belegte sie in der Serie Dope Girls eine der Hauptrollen.

## Filmografie
Filme
- 2019: Farmland
- 2023: Consecration
- 2023: The Outrun

Serien
- 2019: Call the Midwife – Ruf des Lebens
- 2020: The English Game
- 2020: The Nest
- 2023: The Power
- 2025: Dope Girls